# Алън Скофийлд
Алън Скофийлд (на английски: Alan Scholefield) е южноафрикански журналист и писател на бестселъри в жанра трилър, сценарии и пиеси. Пише и под псевдонима Лий Джордан.

## Биография и творчество
Алън Скофийлд е роден на 15 януари 1931 г. в Кейптаун, Република Южна Африка. Учи в Кралския колеж в Куинстаун и завършва през 1951 г. Университета на Кейптаун със степен по журналистика.
След завършването на университета става журналист в „The Cape Times“ и „The Cape Argus“. С първата си съпруга Патриша живее в Испания, пише разкази за Америка, Канада и Лондон. Бракът им се разпада през 1960 г. и през 1962 г. той се жени за австралийската журналистка и писателка Антеа Годард и се установява в Лондон. Бил е журналист към „Sydney Morning Herald“ и „The Scotsman“.
Първият роман на Алън Скофийлд „A View of Vultures“ е публикуван през 1966 г. Едни от най-известните му следващи романи са „Great Elephant“, „The Stone Flower“, „Venom“ и „Вярност“. Алън Скофийлд е сред най-талантливите съвременни белетристи.
През 1990 г. започва да издава поредицата романи за полицейските разследвания на детектива Джордж Макри и неговият помощник сержант Леополд Силвър от лондонската жп полиция.
През 1994 г. започва друга серия трилъри за психоложката от затвора д-р Ан Върнън, която разследва заплетени криминални случаи свързани с нейните пациенти.
През 1975 г. Скофийлд издава единствения си документален роман „The Dark Kingdoms“ за историята на три африкански монархии.
Скофийлд е написал три сценария за телевизионната компания на Южна Африка (SABC) и сценичната адаптация на „Островът на съкровищата“ на Робърт Луис Стивънсън.
През 1981 г. романът на Скофийлд „Venom“ е направен едноименния филм с участието на Клаус Кински, Никол Уилямсън и Оливър Рийд.
Алън Скофийлд живее в Хемпшир със съпругата си Антеа Годард. Имат 3 дъщери.

## Произведения

### Като Алън Скофийлд

#### Самостоятелни романи
- A View of Vultures (1966)
- Great Elephant (1967)
- The Eagles of Malice (1968)
- Wild Dog Running (1970)
- The Young Masters (1972)
- The Hammer of God (1973)
- Lion in the Evening (1974)
- The Alpha Raid (1976)
- Venom (1977)
- Point of Honour (1979)
- Berlin Blind (1980)
- The Stone Flower (1982)
- The Sea Cave (1983)
- Fire in the Ice (1984)
- King of the Golden Valley (1985)
- The Last Safari (1987)
- The Lost Giants (1989)
- Loyalties / Fidelity (1991)
Вярност, изд. „Жар“ (1991), прев. Мария Парушева
- Night Child (1992)
- The Drowning Mark (1997)

#### Серия „Макри и Силвър“ (Macrae and Silver)
1. Dirty Weekend (1990)
2. Thief Taker (1991)
3. Never Die in January (1992)
4. Threats & Menaces (1993)
5. Don’t Be a Nice Girl (1994)
6. Night Moves (1996)

#### Серия „Д-р Ан Върнън“ (Dr. Anne Vernon)
1. Burn Out (1994)
2. Buried Treasure (1995)
3. Bad Timing (1997)

### Като Лий Джордан

#### Самостоятелни романи
- Cat’s Eyes (1981) – в съавторство с Антеа Годард
- Criss Cross (1983)
- The Deadly Side of the Square (1988)
- The Toy Cupboard (1989)
- Chain Reaction (1989)

### Други произведения

#### Документалистика
- The Dark Kingdoms (1975)

#### Сценарии
- River Horse Lake (1983) – ТВ сериал
- Sea Tiger (1985) – ТВ сериал за SABC
- My Friend Angelo (1990) – ТВ филм за SABC

#### Сценична адаптация
- Treasure Island (1978)